# Jammelshofen
Jammelshofen ist ein Ortsteil der Ortsgemeinde Kaltenborn im Landkreis Ahrweiler in Rheinland-Pfalz.
Jammelshofen liegt wenige Kilometer SSO vom Hauptort Kaltenborn entfernt. Auf Grund der Entfernung ist die Landschaft wie in Kaltenborn durch die typische Hügellandschaft der Eifel geprägt. Das Dorf liegt direkt am Fuße der Hohen Acht. Hier entspringt auch der Herschbach, der als Quellbach des Kesselinger Bachs gilt.
Jammelshofen war bis zur Eingemeindung nach Kaltenborn am 7. November 1970 eine selbständige Gemeinde.